# Narathura araxes
Narathura araxes är en fjärilsart som beskrevs av Felder 1865. Narathura araxes ingår i släktet Narathura och familjen juvelvingar. Inga underarter finns listade i Catalogue of Life.